# Gobiesox juniperoserrai
Gobiesox juniperoserrai är en fiskart som beskrevs av Espinosa Pérez och Castro-aguirre, 1996. Gobiesox juniperoserrai ingår i släktet Gobiesox och familjen dubbelsugarfiskar. Inga underarter finns listade i Catalogue of Life.